# جریان کارائیب

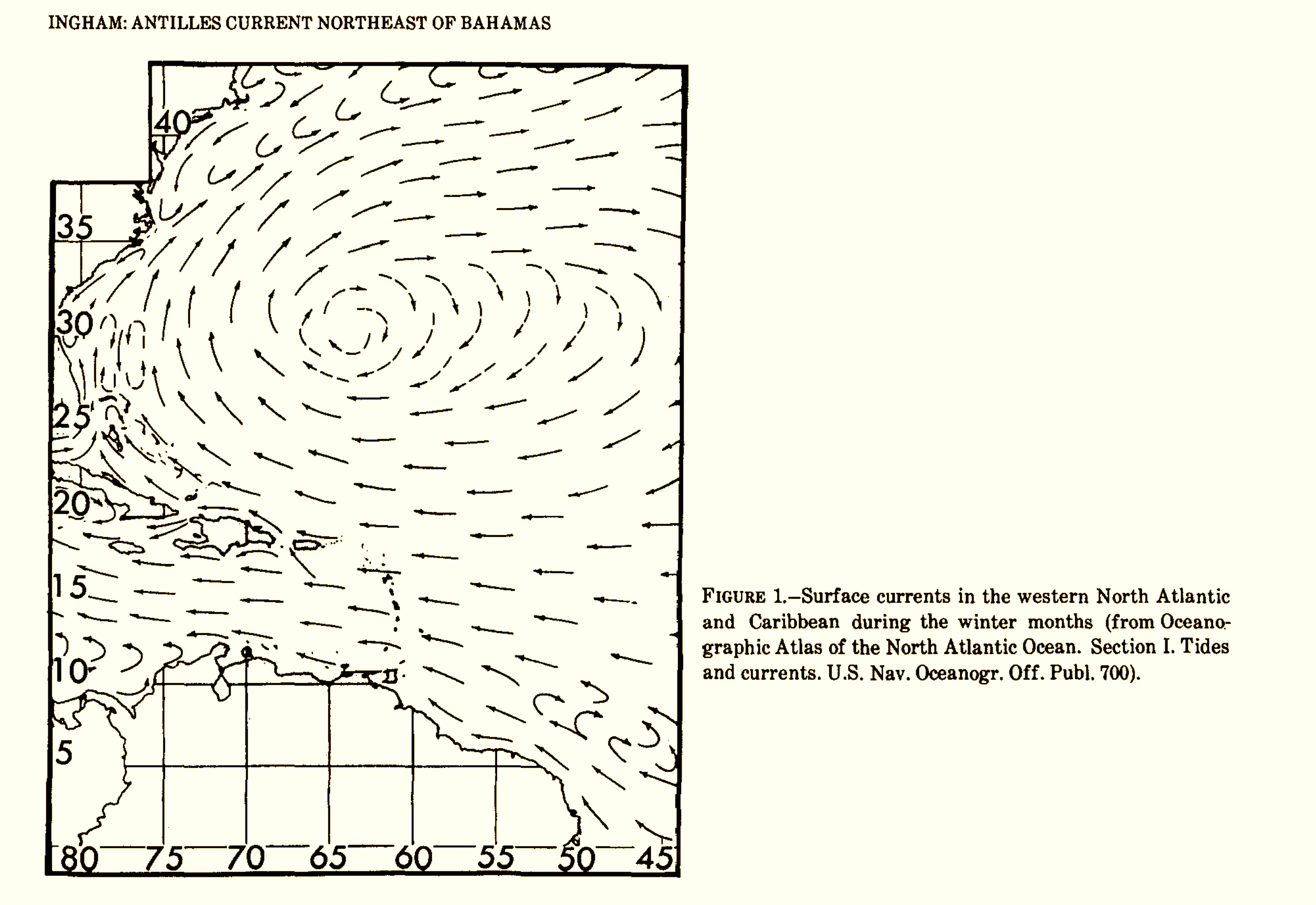
جریان کارائیب

جریان کارائیب (انگلیسی: Caribbean Current) یک جریان اقیانوسی گرم است که مقدار قابل‌توجهی از آب را جابه‌جا می‌کند و در دریای کارائیب در امتداد ساحل آمریکای جنوبی به سمت شرق و خلیج مکزیک جریان دارد. جریان کارائیب نتیجه جریان استوایی جنوبی در اقیانوس اطلس است که در مجاورت ساحل برزیل به سمت شمال جریان دارد. این جریان با گردش جریان به سمت شرق در تنگه یوکاتان به جریان یوکاتان تغییر نام می‌یابد. جریان کارائیب از اقیانوس اطلس و نواحی شمال استوا، شمال برزیل و جریان گینه به سمت کارائیب جریان می‌یابد. چرخاب کلمبیا-پاناما نیز در جهت ساعت‌گرد به سمت کارائیب گردش می‌کند.